# Орден Дружбы (КНДР)
Орден Дружбы (кор . 친선훈장 ) — государственная награда, вручаемая правительством Северной Кореи . Награждение ею осуществляется только лицами, не являющимися гражданами страны. Орден имеет две степени.
Орден учрежден в 25 июля 1985 г.
Им награждаются иностранные высокопоставленные лица, специалисты и дипломаты, проявившие выдающиеся заслуги или добившиеся особых успехов в укреплении дружеских отношений своих стран с Северной Кореей.

## История
В 1985 году, КНДР имела хорошие отношения с странами коммунистического режима, в целях дружественных отношений с КНДР указом Ким Ир Сена от 25 июля 1985 года было решено учредить данный орден для иностранцев которые проявили свои заслуги и которые добились особых успехов дружеских отношений своих стран с КНДР.

## Описание и Дизайн
Орден имеет пятиконечную звезду, по кругу звезды имеются лучи и по центру ордена есть лавровые ветви, в самом центре факел идеологии Чучхе.
Лента ордена муаровая имеет цвета слева и справа синий и белый цвет в центре красный цвет что соответствует цвету Государственного флага КНДР.
В зависимости от разных степеней на ленте вставляется в центр золотой и серебряный центральный элемент то есть Золотой (I степень) серебряный (II степень)

## Награждённые
За время существования ордена начиная с 1986 года орденом награжденны 31 иностранец (14, I степень 16, II степень), при этом некоторые данные о датах награждения отсутствуют из-за международной изоляции КНДР.
Статистика Стран награждённых Орденом Дружбы КНДР: 
- Финляндия ( 6 раз, 3 по l степени, 3 по ll степени) (больше всех)
- Япония (2 раза, I степень и ll степень)
- Китай (2 раза, по I степени)
- Австралия (2 раза, I степень и ll степень)
- США (1 раз) (не смотря на вражду между странами)
- Чехия, (Чехословакия) ( 1 раз, I степень и 3 раза по ll степени)
- Великобритания (2 раза по ll степени)
- Россия (5 раз, по разным степеням)
- Германия, Гонконг, Намбия, Испания, Мексика, Болгария, Польша ( 1 раз по I и по II степени)

## Имена награждённых
Антонио Иноки (Япония) (15 сентября 2010 г.)
Масако Ямасита (Япония) (2 мая 1997 г.)